# Полкове на Българската армия
Полковете са основни военни формирования в Българската армия от създаването на първите от тях през 1883 – 1884 година.

## История

### 1883 – 1919 година
Първите български полкове са образувани в кавалерията и артилерията през 1883 година. През 1884 година цялата сухопътна армия преминава от дружинна към полкова структура. От 24-те пехотни дружини се сформират 8 пехотни полка с по 3 дружини, 2 артилерийски полка и една нестроева рота, пионерна дружина и морска част. Всяка дружина има четири роти.
Във военно време се сформират допълнително две дружини: действаща в състава на полка като четвърта и запасна. Съществуващата бригадна организация се запазва, като в състава на 1-ва бригада се включват 1-ви и 2-ри пехотни полкове, във 2-ра бригада – 3-ти и 4-ти, в 3-та бригада – 5-и и 6-и и в 4-та бригада -7-и и 8-и. Съставът на полка в мирно време е 1738 души, във военно – 3873.
След Съединението през 1885 година Българската армия е реорганизирана в 12 полка. Указ от 19 януари 1889 година предвижда нова реорганизация на въоръжените сили, според която се формират нови 12 пехотни полка (с номерация от 13 до 24), които се попълват с по две дружини от досегашните полкове. Така има вече 24 пехотни, 4 конни, 6 артилерийски и един пионерен полк.
През 1891 г. съгласно „Закона за устройството на въоръжените сили в Българското княжество“ всички окръжни воински управления са закрити, а от 1892 г. се формират 24 пехотни резервни полкове, всеки от които се състои от три роти. 
През 1892 година армията преминава към дивизионно-полкова структура. Образувани са 6 пехотни дивизии, като всяка от тях включва 2 бригади. Всяка бригада включва 2 полка, а всеки полк – 2 дружини. Освен пехота всяка дивизия включва един артилерийски полк, конна сотня, транспортна рота и дивизионна болница. Конните полкове са обединени в кавалерийска дивизия, пионерният полк е разгърнат в пионерна бригада.
По време на Балканските войни и Първата световна война се формират нови части, като броят на пехотните полкове достига 75.

## Списък на българските полкове
Забележка: Списъкът е непълен.

### Пехотни полкове
| №   | Полк                                                              | Формиран | Активен     | Гарнизон                                                                                          | Реорганизации |
| --- | ----------------------------------------------------------------- | -------- | ----------- | ------------------------------------------------------------------------------------------------- | --- |
| 1   | Първи пехотен софийски полк                                       | 1884     | 1884 – 1944 | София                                                                                             | Първи пеши софийски полк (1884 – 1892) Първи пехотен софийски полк (1892 – 1920) Първа пехотна софийска дружина (1920 – 1928) Първи пехотен софийски полк (1928 – 1944) |
| 2   | Втори пехотен струмски полк                                       | 1884     | 1884 – 1886 | Кюстендил                                                                                         | |
| 2   | Втори пехотен искърски полк                                       | 1889     | 1889 – 1944 | София (1889) Ловеч (1889 – 1944)                                                                  | Втори пеши искърски полк (1889 – 1891) Втори пехотен искърски полк (1892 – 1920) Втора пехотна искърска дружина (1920 – 1928) Втори пехотен искърски полк (1928 – 1937) Тридесет и трети пехотен свищовски полк (1937 – 1944)                                                                          |
| 3   | Трети пехотен бдински полк                                        | 1885     | 1885 – 1944 | Видин                                                                                             | Трети пеши бдински полк (1885 – 1892) Трети пехотен бдински полк (1892 – 1920) Трета пехотна бдинска дружина (1920 – 1928) Трети пехотен бдински полк (1928 – 1944) |
| 4   | Четвърти пехотен плевенски полк                                   | 1884     | 1884 – 1945 | Ловеч (1884 – 1886) Плевен (от 1886 г.)                                                           | Четвърти пеши плевенски полк (1884 – 1893) Четвърти пехотен плевенски полк (1894 – 1920) Четвърта пехотна плевенска дружина (1821 – 1928) Четвърти пехотен плевенски полк (1928 – 1945) |
| 5   | Пети пехотен дунавски полк                                        | 1884     | 1884 – 1944 | Русе                                                                                              | Пети пеши дунавски полк (1884 – 1892) Пети пехотен дунавски полк (1893 – 1920) Пета пехотна дунавска дружина (1921 – 1928) Пети пехотен плевенски полк (1928 – 1945) |
| 6   | Шести пехотен търновски полк                                      | 1884     | 1884 – 1945 | София                                                                                             | Шести пеши търновски полк (1884 – 1892) Шести пехотен търновски полк (1892 – 1920) Шеста пехотна търновска дружина (1920 – 1928) Шести пехотен търновски полк (1928 – 1945) |
| 7   | Седми пехотен преславски полк                                     | 1884     | 1884 – 1945 | Шумен                                                                                             | Седми пеши преславски полк (1884 – 1892) Седми пехотен преславски полк (1893 – 1920) Седма пехотна преславска дружина (1921 – 1928) Седми пехотен преславски полк (1928 – 1945) |
| 8   | Осми пехотен приморски полк                                       | 1884     | 1884 – 1945 | Варна                                                                                             | Осми пеши приморски полк (1884 – 1890) Осми пехотен приморски полк (1891 – 1920) Осма пехотна приморска дружина (1921 – 1928) Осми пехотен приморски полк (1928 – 1945) |
| 9   | Девети пехотен пловдивски полк                                    | 1885     | 1885 – 1945 | Пловдив                                                                                           | Девети пеши пловдивски полк (1885 – 1892) Девети пехотен пловдивски полк (1893 – 1920) Девета пехотна пловдивска дружина (1921 – 1928) Девети пехотен пловдивски полк (1928 – 1945) |
| 10  | Десети пехотен родопски полк                                      | 1885     | 1885 – 1945 | Хасково                                                                                           | Десети пеши родопски полк (1885 – 1892) Десети пехотен родопски полк (1893 – 1920) Десета пехотна родопска дружина (1921 – 1928) Десети пехотен родопски полк (1928 – 1945) |
| 11  | Единадесети пехотен сливенски полк                                | 1885     | 1885 – 1945 | Сливен                                                                                            | Единадесети пеши сливенски полк (1885 – 1892) Единадесети пехотен сливенски полк (1893 – 1920) Единадесета пехотна сливенска дружина (1921 – 1928) Единадесети пехотен сливенски полк (1928 – 1945) |
| 12  | Дванадесети пехотен балкански полк                                | 1885     | 1885 – 1945 | Стара Загора                                                                                      | Дванадесети пехотен балкански полк (1885 – 1920) Дванадесета пехотна балканска дружина (1921 – 1928) Дванадесети пехотен балкански полк (1928 – 1945) |
| 13  | Тринадесети пехотен рилски полк                                   | 1886     | 1886 – 1945 | Кюстендил                                                                                         | Тринадесети пеши рилски полк (1886 – 1893) Тринадесети пехотен рилски полк (1893 – 1920) Тринадесета пехотна рилска дружина (1920 – 1928) Тринадесети пехотен рилски полк (1928 – 1945) |
| 14  | Четиринадесети пехотен македонски полк                            | 1889     | 1889 – 1944 | Радомир                                                                                           | Четиринадесети пеши македонски полк (1889 – 1892) Четиринадесети пехотен македонски полк (1893 – 1920) Четиринадесета пехотна македонска дружина (1920 – 1928) Четиринадесети пехотен македонски полк (1928 – 1944)                                                                                    |
| 15  | Петнадесети пехотен ломски полк                                   | 1889     | 1889 – 1944 | Видин                                                                                             | Петнадесети пеши ломски полк (1889 – 1892) Петнадесети пехотен ломски полк (1893 – 1918) Петнадесети пехотен ломски полк (1938 – 1944) |
| 16  | Шестнадесети пехотен ловчански полк                               | 1889     | 1889 – 1920 | Орхание                                                                                           | Шестнадесети пеши ловчански полк (1889 – 1892) Шестнадесети пехотен ловчански полк (1892 – 1919) |
| 17  | Седемнадесети пехотен доростолски полк                            | 1889     | 1889 – 1920 | Русе                                                                                              | Седемнадесети пеши доростолски полк (1889 – 1892) Седемнадесети пехотен доростолски полк (1892 – 1919) |
| 18  | Осемнадесети пехотен етърски полк                                 | 1889     | 1889 – 1944 | Търново                                                                                           | Осемнадесети пеши етърски полк (1889 – 1892) Осемнадесети пехотен етърски полк (1892 – 1920) Осемнадесета пехотна етърска дружина (1820 – 1928) Осемнадесети пехотен етърски полк (1928 – 1944) |
| 19  | Деветнадесети пехотен шуменски полк                               | 1889     | 1889 – 1945 | Шумен                                                                                             | Деветнадесети пеши шуменски полк (1889 – 1892) Деветнадесети пехотен шуменски полк (1892 – 1920) Деветнадесета пехотна шуменска дружина (1820 – 1928) Деветнадесети пехотен шуменски полк (1928 – 1944)                                                                                                |
| 20  | Двадесети пехотен добруджански полк                               | 1889     | 1889 – 1919 | Разград (1897 – 1904) Велико Търново (1904 – 1919)                                                | Двадесети пехотен добруджански полк (1889 – 1919) |
| 21  | Двадесет и първи пехотен средногорски полк                        | 1889     | 1889 – 1944 | Пловдив (1889 – 1892) Станимака (1892 – 1944)                                                     | Двадесет и първи пеши средногорски полк (1889 – 1892) Двадесет и първи пехотен средногорски полк (1892 – 1920) Двадесет и първа пехотна средногорски дружина (1820 – 1928) Двадесет и първи пехотен средногорски полк (1928 – 1944)                                                                    |
| 22  | Двадесет и втори пехотен тракийски полк                           | 1889     | 1889 – 1944 | Татар Пазарджик                                                                                   | Двадесет и втори пеши тракийски полк (1889 – 1892) Двадесет и втори пехотен тракийски полк (1892 – 1920) Двадесет и втора пехотна тракийска дружина (1820 – 1928) Двадесет и втори пехотен тракийски полк (1928 – 1944)                                                                                |
| 23  | Двадесет и трети пехотен шипченски полк                           | 1889     | 1889 – 1945 | Казанлък                                                                                          | Двадесет и трети пеши шипченски полк (1889 – 1892) Двадесет и трети пехотен шипченски полк (1892 – 1919) Двадесет и трети пехотен шипченски полк (1928 – 1944) |
| 24  | Двадесет и четвърти пехотен черноморски полк                      | 1889     | 1889 – 1945 | Бургас                                                                                            | Двадесет и четвърти пеши черноморски полк (1889 – 1891) Двадесет и четвърти пехотен черноморски полк (1892 – 1945) |
| 25  | Двадесет и пети пехотен драгомански полк                          | 1900     | 1900 – 1944 | София (1900 – 1903) Цариброд (1904 – 1920) Сливница (1920 – 1945)                                 | Първи пехотен резервен полк (1900 – 1903) Двадесет и пети пехотен драгомански полк (1904 – 1920) Двадесет и пета пехотна драгоманска дружина (1920 – 1928) Двадесет и пети пехотен драгомански полк (1928 – 1944)                                                                                      |
| 26  | Двадесет и шести пехотен пернишки полк                            | 1900     | 1900 – 1939 | Радомир (1900 – 1919) Кюстендил (1939)                                                            | Втори пехотен резервен полк (1900 – 1903) Двадесет и шести пехотен пернишки полк (1904 – 1919) Двадесет и шести пехотен пернишки полк (1939) |
| 27  | Двадесет и седми пехотен чепински полк                            | 1900     | 1900 – 1944 | Пещера Татар Пазарджик                                                                            | Трети пехотен резервен полк (1900 – 1903) Двадесет и седми пехотен чепински полк (1904 – 1920) Двадесет и седма пехотна чепинска дружина (1920 – 1928) Двадесет и седми пехотен чепински полк (1928 – 1944)                                                                                            |
| 28  | Двадесет и осми пехотен стремски полк                             | 1900     | 1900 – 1920 | Хасково(1900 – 1903) Карлово (1904 – 1920)                                                        | Четвърти пехотен резервен полк (1900 – 1903) Двадесет и осми пехотен стремски полк (1904 – 1920) |
| 29  | Двадесет и девети пехотен ямболски полк                           | 1900     | 1900 – 1945 | Ямбол                                                                                             | Пети пехотен резервен полк (1900 – 1903) Двадесет и девети пехотен ямболски полк (1903 – 1945) |
| 30  | Тридесети пехотен шейновски полк                                  | 1900     | 1900 – 1945 | Стара Загора (1900 – 1903) Търново-Сеймен (1903 – 1945)                                           | Шести пехотен резервен полк (1900 – 1903) Тридесети пехотен шейновски полк (1903 – 1945) |
| 31  | Тридесет и първи пехотен варненски полк                           | 1900     | 1900 – 1945 | Варна (1900 – 1903) Добрич (1903 – 1940) Силистра(1940 – 1945)                                    | Седми пехотен резервен полк (1900 – 1903) Тридесет и първи пехотен варненски полк (1904 – 1945) |
| 32  | Тридесет и втори пехотен загорски полк                            | 1900     | 1900 – 1945 | Елена (1900 – 1903) Нова Загора (1903 – 1941) Ямбол (1941 – 1945)                                 | Осми пехотен резервен полк (1900 – 1903) Тридесет и втори пехотен загорски полк (1904 – 1919;1941) Тридесет и втори пехотен полк (1944 – 1945) Сто и двадесет и втори пехотен полк (1945) |
| 33  | Тридесет и трети пехотен свищовски полк                           | 1900     | 1900 – 1919 | Русе (1900 – 1903) Свищов (1903 – 1919)                                                           | Девети пехотен резервен полк (1900 – 1903) Тридесет и трети пехотен свищовски полк (1903 – 1919) |
| 34  | Тридесет и четвърти пехотен троянски полк                         | 1900     | 1900 – 1945 | Ловеч Ниш (1942 – 1943)                                                                           | Десети пехотен резервен полк (1900 – 1903) Тридесет и четвърти пехотен троянски полк (1903 – 1919, 1937 – 1945) |
| 35  | Тридесет и пети пехотен врачански полк                            | 1900     | 1900 – 1944 | Плевен                                                                                            | Единадесети пехотен резервен полк (1900 – 1903) Тридесет и пети пехотен врачански полк (1903 – 1919) Петнадесети пехотен ломски полк (1919 – 1920) Петнадесета пехотна ломска дружина (1920 – 1928) Петнадесети пехотен ломски полк (1928 – 1937) Тридесет и пети пехотен врачански полк (1937 – 1944) |
| 36  | Тридесет и шести пехотен козлодуйски полк                         | 1900     | 1900 – 1944 | Лом (1900) Видин (1900 – 1903) Оряхово (1903 – 1944)                                              | Дванадесети пехотен резервен полк (1900 – 1903) Тридесет и шести пехотен козлодуйски полк (1903 – 1919) |
| 37  | Тридесет и седми пехотен пирински полк                            | 1912     | 1912 – 1939 | София                                                                                             | Тридесет и седми пехотен полк (1912 – 1920) Тридесет и седма пехотна пиринска дружина (1920) Тридесет и седми резервен полк (1939) |
| 38  | Тридесет и осми пехотен полк                                      | 1912     | 1912 – 1927 | Цариброд(1912 – 1920)Орхание(1920 – 1928)                                                         | Тридесет и осми пехотен полк (1912 – 1920) Одринска дружина (1920) Тридесет и осма пехотна одринска дружина (1920 – 1928) |
| 39  | Тридесет и девети пехотен солунски полк                           | 1912     | 1912 – 1944 | Пловдив (1912 – 1920) Бургас (1920 – 1934) Разлог (1934 – 1940) Куманово и Лесковац (1941 – 1944) | Тридесет и девети пехотен полк (1912 – 1914) Тридесет е девета пехотна солунска дружина (1920 – 1928) Тридесет и девети пехотен солунски полк (1934 – 1944) |
| 40  | Четиридесети пехотен беломорски полк                              | 1912     | 1912 – 1920 | Татар Пазарджик                                                                                   | |
| 41  | Четиридесет и първи пехотен полк                                  | 1912     | 1912 – 1945 | Бургас (1912 – 1913) София (1915 – 1945)                                                          | |
| 42  | Четиридесет и втори пехотен полк                                  | 1912     | 1912 – 1945 | Ямбол, Цариброд, Орхание                                                                          | |
| 43  | Четиридесет и трети пехотен полк                                  | 1912     | 1912 – 1918 | Шумен                                                                                             | |
| 44  | Четиридесет и четвърти пехотен тунджански полк                    | 1912     | 1912 – 1945 | Варна (1912 – 1913) Пазарджик (1915 – 1940) Крумовград (1940 – 1945)                              | Четиридесет и четвърти пехотен полк (1912 – 1918) Четиридесет и четвърти пехотен тунджански полк (1918 – 1945) |
| 45  | Четиридесет и пети пехотен чегански полк                          | 1912     | 1912 – 1945 | Русе (1912 – 1913) Бургас (1915 – 1918) Прилеп (1944)                                             | Четиридесет и пети пехотен полк (1912 – 1913) Четиридесет и пети пехотен резервен полк (1915 – 1916) Четиридесет и пети пехотен полк (1916 – 1918, 1939) Четиридесет и пети пехотен чегански полк (1939 – 1945)                                                                                        |
| 46  | Четиридесет и шести пехотен добрички полк                         | 1912     | 1912 – 1945 | Велико Търново(1912 – 1913) Ямбол (1915 – 1918) Добрич (1940 – 1945)                              | Четиридесет и шести пехотен полк (1912 – 1918) Четиридесет и шести пехотен добрички полк (1940 – 1945) Сто четиридесет и шести пехотен полк (1945) |
| 47  | Четиридесет и седми пехотен ардински полк                         | 1912     | 1912 – 1945 | Видин (1912 – 1913) Шумен (1915 – 1918) Ардино (1940 – 1945)                                      | Четиридесет и седми пехотен полк (1912 – 1918) Четиридесет и седми пехотен ардински полк (1939 – 1945) |
| 48  | Четиридесет и осми пехотен дойрански полк                         | 1912     | 1912 – 1944 | Враца (1912 – 1913) Варна (1915 – 1918) Струмица/Гевгели (1943 – 1944)                            | Четиридесет и осми пехотен полк (1912 – 1918) Четиридесет и осми пехотен дойрански полк (1943 – 1944) |
| 49  | Четиридесет и девети пехотен калимански полк                      | 1912     | 1912 – 1944 | Кюстендил (1912 – 1913) Русе (1915 – 1918) Щип (1943 – 1944)                                      | Четиридесет и девети пехотен полк (1912 – 1918) Четиридесет и девети пехотен калимански полк |
| 50  | Петдесети пехотен нишавски полк                                   | 1912     | 1912 – 1944 | Самоков (1912 – 1913) Велико Търново (1915 – 1918) Пирот (1941 – 1944)                            | Петдесети пехотен полк (1912 – 1918) Пиротска дружина (1941) 1/50 нишавска пехотна дружина (1942 – 1943) 3/25 пехотна нишавска дружина (1943 – 1944) Петдесети пехотен нишавски полк (1944) |
| 51  | Петдесет и първи пехотен вардарски полк                           | 1912     | 1912 – 1944 | Хасково (1912 – 1913) Видин (1915 – 1918) Скопие (1941 – 1944)                                    | Петдесет и първи пехотен полк (1912 – 1913) Петдесет и първи резервен полк (1915 – 1919) |
| 52  | Петдесет и втори пехотен моравски полк                            | 1912     | 1912 – 1944 | Стара Загора (1912 – 1913) Враца (1915 – 1918) Враня/Куманово (1941 – 1943) Враня (1943 – 1944)   | Петдесет и втори пехотен полк (1912 – 1913) Петдесет и втори резервен полк (1915 – 1917) Петдесет и втори пехотен полк (1917 – 1918) Петдесет и втори пехотен врански полк (1941 – 1944) |
| 53  | Петдесет и трети пехотен осоговски полк                           | 1912     | 1912 – 1945 | Плевен (1912 – 1913) Кюстендил (1915 – 1918) Куманово (1943 – 1945)                               | Петдесет и трети пехотен полк (1912 – 1913) Петдесет и трети пехотен резервен полк (1915 – 1918) Петдесет и трети пехотен осоговски полк (1943 – 1945) |
| 54  | Петдесет и четвърти пехотен битолски полк                         | 1912     | 1912 – 1944 | Свищов (1912 – 1913) Самоков (1915 – 1918) Битоля (1943 – 1944)                                   | Петдесет и четвърти пехотен полк (1912 – 1918) Петдесет и четвърти пехотен битолски полк (1943 – 1944) |
| 55  | Петдесет и пети пехотен охридски полк                             | 1912     | 1912 – 1944 | Мустафа паша (1912 – 1913) Хасково (1915 – 1918) Охрид (1942 – 1944)                              | Петдесет и пети пехотен полк (1912 – 1915) Петдесет и пети пехотен охридски полк (1942 – 1944) |
| 56  | Петдесет и шести пехотен велешки полк                             | 1912     | 1912 – 1944 | Мехалич (1912 – 1918) Велес (1942 – 1944)                                                         | Петдесет и шести пехотен полк (1912 – 1918) Петдесет и шести пехотен велешки полк (1942 – 1944) |
| 57  | Петдесет и седми пехотен драмски полк                             | 1912     | 1912 – 1945 | Восган (1912 – 1913) Плевен (1915 – 1918) Кавала (1941 – 1942) Драма (1942 – 1945)                | Петдесет и шести пехотен полк (1912 – 1918) Кавалски пехотен полк (1941) Драмски пехотен полк (1941 – 1942) Петдесет и седми пехотен драмски полк (1942 – 1945) |
| 58  | Петдесет и осми пехотен гюмюрджински полк                         | 1912     | 1912 – 1945 | Мустафа паша (1912 – 1913) Свищов (1915 – 1918) Гюмюрджина (1941 – 1945)                          | Петдесет и осми пехотен полк (1912 – 1913) Петдесет и осми пехотен резервен полк (1915 – 1918) Гюмюрджински полк (1941 – 1942) Петдесет и осми пехотен гюмюрджински полк (1942 – 1945) |
| 59  | Петдесет и девети пехотен пирински полк                           | 1913     | 1913 – 1945 | Коняво (1913) София (1915 – 1918) Сер (1943 – 1945)                                               | Първи пехотен резервен полк (1913) Петдесет и девети пехотен полк (1913) Първи пехотен кадрови полк (1915) Първи пехотен македонски полк (1915 – 1917) Петдесет и девети пехотен полк (1917 – 1919) Петдесет и девети пехотен пирински полк (1943 – 1945)                                              |
| 60  | Шестдесети пехотен полк                                           | 1913     | 1913 – 1918 | Бояна (1913) Плевен (1915 – 1918)                                                                 | Втори пехотен резервен полк (1913) Шестдесети пехотен полк (1913) Втори пехотен кадрови полк (1915) Втори пехотен македонски полк (1915 – 1917) Шестдесети пехотен полк (1917 – 1919) |
| 61  | Шестдесет и първи пехотен полк                                    | 1913     | 1913 – 1944 | Цървеняно (1913) Пловдив (1915 – 1918)                                                            | Трети пехотен резервен полк (1913) Шестдесет и първи пехотен полк (1913) Трети пехотен кадрови полк (1915) Трети пехотен македонски полк (1915 – 1917) Шестдесет и първи пехотен полк (1917 – 1919) Шестдесет и първи пехотен полк (1943 – 1944)                                                       |
| 62  | Шестдесет и втори пехотен полк                                    | 1913     | 1913 – 1944 | Връбница (1913) Стара Загора (1915 – 1918) Пловдив (1943 – 1944)                                  | Четвърти пехотен резервен полк (1913) Шестдесет и втори пехотен полк (1913) Четвърти пехотен кадрови полк (1915) Четвърти пехотен македонски полк (1915 – 1917) Шестдесет и втори пехотен полк (1917 – 1919) Шестдесет и втори пехотен сборен полк (1943 – 1944)                                       |
| 63  | Шестдесет и трети пехотен полк                                    | 1913     | 1913 – 1945 | Филиповци (1913) София (1915 – 1918) Факия (1943 – 1944)                                          | Пети пехотен резервен полк (1913) Шестдесет и трети пехотен полк (1913) Пети пехотен кадрови полк (1915) Пети пехотен македонски полк (1915 – 1917) Шестдесет и трети пехотен полк (1917 – 1945) |
| 64  | Шестдесет и четвърти пехотен полк                                 | 1913     | 1913 – 1944 | Суходол (1913) Горна Джумая (1915 – 1918) Шумен/Читак (1943 – 1944)                               | Шести пехотен резервен полк (1913) Шестдесет и четвърти пехотен полк (1913) Шести пехотен кадрови полк (1915) Шести пехотен македонски полк (1915 – 1917) Шестдесет и четвърти пехотен полк (1917 – 1945)                                                                                              |
| 65  | Шестдесет и пети пехотен полк                                     | 1913     | 1913 – 1944 | Фердинанд (1913) Скопие (1916 – 1918) Свищов (1943 – 1944)                                        | Шестдесет и пети пехотен полк (1913) Първи планински пехотен полк (1916 – 1918) Шестдесет и пети пехотен полк (1918 – 1919) Шестдесет и пети пехотен маневрен полк (1942 – 1944) |
| 66  | Шестдесет и шести пехотен полк                                    | 1913     | 1913 – 1945 | Боровци (1913) Скопие (1916 – 1918) Видин/Ниш (1942 – 1944)                                       | Шестдесет и шести пехотен полк (1913) Втори планински пехотен полк (1916 – 1917) Шестдесет и шести пехотен полк ((1918 – 1919) Шестдесет и шести пехотен охранителен полк (1943 – 1944) |
| 67  | Шестдесет и седми пехотен полк                                    | 1913     | 1913 – 1943 | Сер (1913) Скопие (1916 – 1918) Кюстендил (1941 – 1942) Лесковац (1943)                           | Първи пехотен полк от Сярската бригада (1913) Шестдесет и седми пехотен полк от Сярската бригада (1913) Шестдесет и седми пехотен полк (1913) Трети планински пехотен полк (1916 – 1917) Шестдесет и седми пехотен полк (1918) Шестдесет и седми пехотен охранителен полк (1943)                       |
| 68  | Шестдесет и осми пехотен полк                                     | 1913     | 1913 – 1944 | Кавала (1913) Ниш (1917 – 1918) Стара Загора (1941 – 1942) Зиляхово (1942 – 1944)                 | Втори пехотен полк от 2-ра сярска пехотна бригада (1913) Шестдесет и осми пехотен полк от 2-ра сярска пехотна бригада (1913) Четвърти планински пехотен полк (1918 – 1919) Шестдесет и осми пехотен полк (1941 – 1944)                                                                                 |
| 69  | Шестдесет и девети пехотен полк                                   | 1913     | 1913 – 1944 | Сер (1913 – 1918) Плевен (1941 – 1944)                                                            | Първи пехотен полк от Драмската бригада (1913) Шестдесет и девети пехотен полк от Драмската бригада (1913) Четвърти маршеви пехотен полк (1915 – 1917) Шестдесет и девети пехотен полк (1942 – 1944)                                                                                                   |
| 70  | Седемдесети пехотен полк                                          | 1913     | 1913 – 1944 | Серес (1913) Русе (1915 – 1920) Зиляхово (1942 – 1944)                                            | Втори пехотен полк от Драмската бригада (1913) Седемдесети пехотен полк (1913) Пети маршеви пехотен полк (1915 – 1917) Седемдесети пехотен полк (1918 – 1944) |
| 71  | Седемдесет и първи пехотен полк                                   | 1913     | 1913 – 1943 | Одрин (1913) Нова Загора (1915 – 1918) София (1942 – 1943)                                        | Първи пехотен одрински полк (1913) Седемдесет и първи пехотен полк (1913) Шести маршеви пехотен полк (1915 – 1917) |
| 72  | Седемдесет и втори пехотен полк                                   | 1913     | 1913 – 1943 | Одрин (1913) Русе (1915 – 1918) Пловдив (1942 – 1943)                                             | Втори пехотен полк от Одринската бригада (1913) Седемдесет и втори пехотен полк (1913) Девети маршеви пехотен полк (1915 – 1917) |
| 73  | Седемдесет и трети пехотен полк                                   | 1916     | 1916 – 1918 | Плевен                                                                                            | Единадесети маршеви полк (1915 – 1917) |
| 75  | Седемдесет и пети пехотен полк                                    | 1942     | 1942 – 1943 | Велико Търново                                                                                    | |
| 76  | Седемдесет и шести пехотен полк                                   | 1942     | 1942 – 1943 | Варна                                                                                             | |
| 80  | Осемдесети пехотен полк                                           | 1917     | 1917 – 1918 |                                                                                                   | |
| 81  | Осемдесет и първи пехотен полк                                    | 1917     | 1917 – 1918 | София                                                                                             | |
| 82  | Осемдесет и втори пехотен полк                                    | 1917     | 1917 – 1918 | Циганка                                                                                           | |
| 83  | Осемдесет и трети пехотен полк                                    | 1917     | 1917 – 1918 | Мърцевци                                                                                          | |
| 84  | Осемдесет и четвърти пехотен полк                                 | 1917     | 1917 – 1918 |                                                                                                   | |
| 85  | Осемдесет и пети пехотен полк                                     | 1917     | 1917 – 1918 | Метохи                                                                                            | |
| 86  | Осемдесет и шести пехотен полк                                    | 1917     | 1917 – 1918 | Сармусакли                                                                                        | |
| 87  | Осемдесет и седми пехотен полк                                    | 1917     | 1917 – 1918 | Варна                                                                                             | |
| 88  | Осемдесет и осми пехотен полк                                     | 1917     | 1917 – 1918 | Довище                                                                                            | |
| 103 | Сто и трети пехотен полк                                          | 1915     | 1915 – 1944 | Сливен (1915 – 1919) Ямбол (1943 – 1944)                                                          | Трети етапен полк (1915 – 1919) Трета етапна дружина (1941 – 1943) Трети етапен полк (1941 – 1943) Сто и трети пехотен полк (1943 – 1944) |
| 123 | Сто двадесет и трети пехотен полк                                 | 1941     | 1941 – 1944 | Сливен (1915 – 1919) Ямбол (1943 – 1944)                                                          | Трети армейски попълващ пехотен полк (1941 – 1943) Сто двадесет и трети пехотен полк (1943 – 1944) |
|     | Първи гвардейски народоосвободителен пехотен полк „Владо Тричков“ | 1944     | 1944        | София                                                                                             | |
|     | Втори пехотен гвардейски народоосвободителен полк                 | 1944     | 1944        | Радомир                                                                                           | |
|     | Трети пехотен гвардейски народоосвободителен полк                 | 1944     | 1944        | Дупница                                                                                           | |
|     | Четвърти пехотен гвардейски народоосвободителен полк              | 1944     | 1944        |                                                                                                   | |
|     | Конарски полк                                                     | 1885     | 1885 – 1886 |                                                                                                   | |
|     | Първи армейски пехотен попълващ полк                              | 1941     | 1941 – 1943 | Дупница                                                                                           | Първи армейски пехотен попълващ полк (1941) Първи армейски попълващ полк (1943) |
|     | Втори армейски попълващ полк                                      | 1941     | 1941 – 1945 | Стара Загора                                                                                      | Втори армейски попълващ полк (1941 – 1942) Втори армейски пехотен попълващ полк (1943) Сто двадесет и втори пехотен полк (1943 – 1944) Втори армейски попълващ полк (1945) Втори армейски пехотен попълващ полк (1945)                                                                                 |
|     | Четвърти армейски пехотен попълващ полк                           | 1944     | 1944 – 1945 | Самоводене                                                                                        | |
|     | Първи сборен полк от втора бригада на десета сборна дивизия       | 1912     | 1912 – 1913 |                                                                                                   | |
|     | Първи сборен полк от втора бригада на десета сборна дивизия       | 1912     | 1912 – 1913 |                                                                                                   | |
|     | Първи сборен отпускарски полк                                     | 1918     | 1918        | София                                                                                             | |
|     | Сборен допълващ полк от седма рилска дивизионна област            | 1912     | 1912 – 1913 | Дупница                                                                                           | |
|     | Допълняющ македонски полк                                         | 1915     | 1915 – 1918 | София (1915 – 1916) Скопие (1916 – 1918)                                                          | Допълняюща дружина на Кадровата дивизия (1915) Допълняюща дружина от 11-а Кадрова дивизия (1915) Допълняющ полк от 11-а македонска дивизия (1915) Допълняющ македонски полк (1915 – 1918) |
|     | Осми резервен полк                                                | 1892     | 1895        | Хасково                                                                                           | |
|     | Десети пехотен резервен полк                                      | 1892     | 1895        | Стара Загора                                                                                      | |
|     | Осемнадесети пехотен резервен полк                                | 1892     | 1895        | Свищов                                                                                            | |
|     | Първи пехотен маршеви полк                                        | 1915     | 1915        | София                                                                                             | Първи пехотен допълняющ маршеви полк Първа маршева дружина |
|     | Втори пехотен маршеви полк                                        | 1915     | 1915        | Цариброд                                                                                          | |
|     | Трети пехотен маршеви полк                                        | 1915     | 1915        | Пловдив                                                                                           | |
|     | Седми маршеви полк                                                | 1915     | 1915        | Шумен                                                                                             | Седми маршеви полк Седма маршева дружина |
|     | Осми маршеви полк                                                 | 1915     | 1915        | Варна                                                                                             | |
|     | Четиринадесети пехотен маршеви полк                               | 1915     | 1915        | Самоков                                                                                           | |
|     | Седемнадесети маршеви полк                                        | 1915     | 1915 – 1917 | Плевен                                                                                            | |
|     | Деветнадесети пехотен маршеви полк                                | 1915     | 1915 – 1917 | Гюмюрджина                                                                                        | Деветнадесети пехотен маршеви полк (1915) Десети пехотен маршеви полк (1915 – 1917) |
|     | Първи пехотен опълченски полк                                     | 1912     | 1912 – 1941 | Гейкчилер                                                                                         | |
|     | Втори опълченски полк                                             | 1912     | 1912 – 1941 | Варна                                                                                             | |
|     | Трети опълченски полк                                             | 1915     | 1915 – 1941 | Сливен                                                                                            | |
|     | Четвърти опълченски полк                                          | 1915     | 1915 – 1941 | Шумен                                                                                             | Четвърти опълченски полк (1915 – 1918) Четвърти пехотен опълченски полк (1940 – 1941) |
|     | Пети опълченски полк                                              | 1915     | 1915 – 1942 | Русе                                                                                              | |
|     | Шести опълченски полк                                             | 1915     | 1915 – 1941 | Враца                                                                                             | |
|     | Седми опълченски полк                                             | 1915     | 1915 – 1941 | Дупница                                                                                           | |
|     | Осми опълченски полк                                              | 1915     | 1915 – 1941 | Стара Загора                                                                                      | |
|     | Девети опълченски полк                                            | 1915     | 1915 – 1941 | Плевен                                                                                            | |
|     | Десети опълченски полк                                            | 1915     | 1915 – 1941 | Гюмюрджина                                                                                        | |
|     | Единадесети опълченски полк                                       | 1916     | 1916 – 1918 | Ниш                                                                                               | |
|     | Дванадесети опълченски полк                                       | 1917     | 1917 – 1919 | Ниш                                                                                               | |
|     | Тринадесети опълченски полк                                       | 1917     | 1917 – 1918 | Скопие                                                                                            | |
|     | Първи етапен полк                                                 | 1915     | 1915 – 1945 | София                                                                                             | |
|     | Втори етапен полк                                                 | 1915     | 1915 – 1944 | Пловдив                                                                                           | |
|     | Четвърти етапен полк                                              | 1915     | 1915 – 1944 | Попово                                                                                            | |
|     | Пети етапен полк                                                  | 1915     | 1915 – 1942 | Русе                                                                                              | |
|     | Шести етапен полк                                                 | 1915     | 1915 – 1944 | Враца                                                                                             | |
|     | Седми етапен полк                                                 | 1915     | 1915 – 1944 | Дупница                                                                                           | |
|     | Осми етапен полк                                                  | 1915     | 1915 – 1945 | Стара Загора                                                                                      | |
|     | Девети етапен полк                                                | 1915     | 1915 – 1918 | Плевен                                                                                            | |
|     | Десети етапен полк                                                | 1915     | 1915 – 1918 | Гюмюрджина                                                                                        | |
|     | Първи преносим полк                                               | 1936     | 1936 – 1941 | Самоков                                                                                           | Първа пехотна преносима дружина (1936 – 1937) Първа преносима дружина (1937 – 1939) Първи пехотен преносим полк (1939 – 1940) |
|     | Втори преносим полк                                               | 1936     | 1936 – 1945 | Брезник                                                                                           | Втора преносима дружина (1936 – 1939) Втори преносим полк (1939 – 1942) Втори преносим пехотен полк (1942 – 1943) Втори преносим полк (1943) Втори облекчен пехотен полк (1944) |

### Конни полкове
| №  | Полк                      | Формиран | Активен     | Гарнизон                                                            | Реорганизации |
| -- | ------------------------- | -------- | ----------- | ------------------------------------------------------------------- | --- |
|    | Лейбгвардейски конен полк | 1878     | 1878 – 1945 | София (1878 – 1941) Скопие (1941 – 1942) София (1942 – 1945)        | Първа софийска конна сотня (1878 – 1880) Конвой на негово височество (1880 – 1891) Лейбгвардейски ескадрон (1892 – 1903) Лейбгвардейски конен полк (1904 – 1937) Гвардейски конен полк (1937 – 1942) Гвардейски конен дивизион (1942 – 1945) |
| 1  | Първи конен полк          | 1883     | 1883 – 1945 | София                                                               | Първи конен полк (1883 – 1920) Първи жандармерийски конен полк (1920 – 1922) Първа жандармерийска конна група (1922 – 1928) Първи конен полк (1928 – 1945)                                                                                   |
| 2  | Втори конен полк          | 1883     | 1883 – 1945 | Лом (1944 – 1945)                                                   | Втори конен полк (1883 – 1920) Втори жандармерийски конен полк (1920 – 1922) Втора жандармерийска конна група (1922 – 1928) Втори конен полк (1928 – 1945)                                                                                   |
| 3  | Трети конен полк          | 1885     | 1885 – 1945 | Пловдив (1890 – 1941) Сурдулица (1941) Драма и Кавала (1941 – 1945) | Трети конен полк (1885 – 1922) Трети армейски конен полк (1922 – 1928) Трети конен полк (1928 – 1945) |
| 4  | Четвърти конен полк       | 1889     | 1889 – 1945 | София (1889) Ямбол (1889 – 1945)                                    | Четвърти конен полк (1889 – 1920) Четвърти жандармерийски конен полк (1920 – 1922) Четвърта жандармерийска конна група (1922 – 1928) Четвърти конен полк (1928 – 1945)                                                                       |
| 5  | Пети конен полк           | 1898     | 1898 – 1945 | Добрич (1898 – 1907) София (1907 – 1909) Брезник (1909 – 1945)      | Пети конен полк (1898 – 1901) Първи кавалерийски дивизион (1901 – 1907) Пети конен полк (1907 – 1920) Пети жандармерийски конен полк (1920 – 1923) Пета жандармерийска конна група (1923 – 1928) Пети конен полк (1928 – 1945)               |
| 6  | Шести конен полк          | 1907     | 1907 – 1945 | Харманли (1907 – 1941) Гюмюрджина (1941) Дедеагач (1942 – 1945)     | Шести конен полк (1907 – 1920) Шести жандармерийски конен полк (1920 – 1922) Шеста жандармерийска конна група (1922 – 1928) Шести конен полк (1928 – 1941) Гюмюрджински полк (1941 – 1942) Шести конен полк (1942 – 1945)                    |
| 7  | Седми конен полк          | 1907     | 1907 – 1928 | Сливен                                                              | Седми конен полк (1907 – 1920) Седми жандармерийски конен полк (1920 – 1922) Седма жандармерийска конна група (1922 – 1927) |
| 8  | Осми конен полк           | 1907     | 1907 – 1945 | Добрич                                                              | Осми конен полк (1907 – 1920) Осми жандармерийски конен полк (1920 – 1923) Осма жандармерийска конна група (1923 – 1928) Осми конен полк (1928 – 1945)                                                                                       |
| 9  | Девети конен полк         | 1901     | 1901 – 1935 | Русе                                                                | Пети кавалерийски дивизион (1901 – 1906) Девети конен полк (1906 – 1921) Девети жандармерийски конен полк (1921 – 1922) Девета жандармерийска конна група (1922 – 1928) Девети конен полк (1928 – 1935)                                      |
| 10 | Десети конен полк         | 1901     | 1901 – 1945 | Лом (1901 – 1906) Шумен (1906 – 1935)                               | Шести кавалерийски дивизион (1901 – 1906) Десети конен полк (1907 – 1920) Десети армейски конен полк (1921 – 1924) Десети конен полк (1924 – 1945)                                                                                           |
| 11 | Единадесети конен полк    | 1917     | 1917 – 1919 |                                                                     | |
|    | Сборен конен полк         | 1945     | 1945        |                                                                     | |

### Артилерийски полкове
| №   | Полк                                       | Формиран | Активен     | Гарнизон                                                     | Реорганизации |
| --- | ------------------------------------------ | -------- | ----------- | ------------------------------------------------------------ | --- |
| 1   | Първи артилерийски полк                    | 1880     | 1880 – 1886 | София                                                        | Софийско артилерийско отделение (1880 – 1883) Първи артилерийски полк (1883 – 1886) |
| 1   | Първи артилерийски полк                    | 1889     | 1889 – 1945 | Самоков и Разград (1889 – 1920) Севлиево (1920 – 1945)       | Първи артилерийски полк (1889 – 1912) Първи скорострелен артилерийски полк (1912 – 1913) Първи артилерийски полк (1913 – 1915) Първи скорострелен артилерийски полк (1915 – 1919) Първи артилерийски полк (1919 – 1920) Първо артилерийско отделение (1920 – 1927) Първи артилерийски полк (1927 – 1935) Девети дивизионен артилерийски полк (1935 – 1945)    |
| 2   | Втори артилерийски полк                    | 1880     | 1880 – 1944 | Шумен                                                        | Артилерийски полк (1880 – 1883) Втори артилерийски полк (1883 – 1912) Втори артилерийски скорострелен полк (1912 – 1913) Втори артилерийски полк (1913 – 1920) Второ артилерийско отделение (1920 – 1928) Втори артилерийски полк (1928 – 1938) Втори дивизионен артилерийски полк (1938 – 1944)                                                              |
| 3   | Трети артилерийски полк                    | 1886     | 1886 – 1945 | Пловдив                                                      | Трети артилерийски полк (1886 – 1912) Трети артилерийски скорострелен полк (1912 – 1913) Трети артилерийски полк (1913 – 1920) Трето артилерийско отделение (1920 – 1928) Трети артилерийски полк (1928 – 1944) Трети дивизионен артилерийски полк (1944 – 1945)                                                                                              |
| 4   | Четвърти артилерийски полк                 | 1886     | 1886 – 1944 | София                                                        | Четвърти артилерийски полк (1886 – 1912) Четвърти артилерийски скорострелен полк (1912 – 1913) Четвърти артилерийски полк (1913 – 1920) Четвърто артилерийско отделение (1920 – 1928) Четвърти артилерийски полк (1928 – 1939) Четвърти дивизионен артилерийски полк (1939 – 1945)                                                                            |
| 5   | Пети артилерийски полк                     | 1889     | 1889 – 1945 | Шумен                                                        | Пети артилерийски полк (1889 – 1912) Пети артилерийски скорострелен полк (1912 – 1913) Пети артилерийски полк (1913 – 1920) Пето артилерийско отделение (1920 – 1928) Пети артилерийски полк (1928 – 1938) Пети дивизионен артилерийски полк (1938 – 1945) |
| 6   | Шести артилерийски полк                    | 1889     | 1889 – 1945 | Пловдив                                                      | Шести артилерийски полк (1889 – 1912) Шести полски скорострелен артилерийски полк (1912 – 1913) Шести артилерийски полк (1913 – 1920) Шесто артилерийско отделение (1921) Шесто полско артилерийско отделение (1921 – 1924) Шесто артилерийско отделение (1924 – 1927) Шести артилерийски полк (1927 – 1938) Шести дивизионен артилерийски полк (1938 – 1945) |
| 7   | Седми артилерийски полк                    | 1904     | 1904 – 1944 | Самоков                                                      | Седми артилерийски полк (1904 – 1912) Седми артилерийски скорострелен полк (1912 – 1913) Седми артилерийски полк (1913 – 1915) Седми артилерийски скорострелен полк (1915 – 1920) Седмо артилерийско отделение (1920 – 1928) Седми артилерийски полк (1928 – 1938) Седми дивизионен артилерийски полк (1938 – 1945)                                           |
| 8   | Осми артилерийски полк                     | 1904     | 1904 – 1919 | Пловдив (1904) Стара Загора (1904 – 1919)                    | Осми артилерийски полк (1904 – 1912) Осми скорострелен артилерийски полк (1912 – 1913) |
| 9   | Девети артилерийски полк                   | 1903     | 1903 – 1919 | Плевен (1903) Севлиево (1904 – 1919)                         | Девети артилерийски полк (1904 – 1912) Девети скорострелен артилерийски полк (1912 – 1913) |
| 10  | Десети артилерийски полк                   | 1912     | 1912 – 1945 | Враца                                                        | Десети артилерийски полк (1912 – 1920) Десето артилерийско отделение (1920) Осмо артилерийско отделение (1920 – 1928) Осми дивизионен артилерийски полк (1928 – 1945) |
| 11  | Единадесети артилерийски полк              | 1915     | 1915 – 1945 | Разград                                                      | Единадесети артилерийски полк (1915 – 1919) Единадесети дивизионен артилерийски полк (1919 – 1945) |
| 12  | Дванадесети артилерийски полк              | 1915     | 1915 – 1945 | Враца (1915 – 1923) Шумен (1940 – 1945)                      | Дванадесети артилерийски полк (1915 – 1923) Дванадесети дивизионен артилерийски полк (1923 – 1945) |
| 13  | Тринадесети артилерийски полк              | 1913     | 1913 – 1919 | Сливница (1913) Татар Пазарджик (1913) Пловдив (1913 – 1919) | |
| 14  | Четиринадесети артилерийски полк           | 1915     | 1915 – 1944 | София                                                        | Четиринадесети артилерийски полк (1915 – 1919) Четиринадесети дивизионен артилерийски полк (1941 – 1944) |
| 15  | Петнадесети артилерийски полк              | 1915     | 1915 – 1944 | Шумен                                                        | Петнадесети артилерийски полк (1915 – 1920) Петнадесети дивизионен артилерийски полк (1942 – 1944) |
| 16  | Шестнадесети артилерийски полк             | 1915     | 1915 – 1945 | Сливен (1915 – 1943) Гюмюрджина (1943) Серес (1943 – 1945)   | Шестнадесети артилерийски полк (1915 – 1919) Шестнадесети дивизионен артилерийски полк (1943 – 1945) |
| 17  | Седемнадесети артилерийски полк            | 1915     | 1915 – 1944 | Самоков                                                      | Седемнадесети артилерийски скорострелен полк (1915 – 1918) Седемнадесети артилерийски полк (1919) Седемнадесети дивизионен артилерийски полк (1943 – 1944) |
| 18  | Осемнадесети артилерийски полк             | 1915     | 1915 – 1919 | Стара Загора                                                 | |
| 29  | Деветнадесети артилерийски полк            | 1915     | 1915 – 1919 | Севлиево                                                     | |
| 20  | Двадесети артилерийски полк                | 1915     | 1915 – 1920 | Гюмюрджина                                                   | Двадесети артилерийски полк (1915) Двадесети планински артилерийски полк (1915 – 1916) |
| 21  | Двадесет и първи артилерийски полк         | 1916     | 1916 – 1919 | Ново село                                                    | |
| 22  | Двадесет и втори артилерийски полк         | 1916     | 1916 – 1919 | София                                                        | |
| 23  | Двадесет и трети артилерийски полк         | 1917     | 1917 – 1919 | Тулча (1917 – 1918) Кюстендил (1918 – 1919)                  | |
| 24  | Двадесет и четвърти артилерийски полк      | 1917     | 1917 – 1919 | Каталой (1917 – 1918) Радомир (1918 – 1919)                  | |
| 25  | Двадесет и пети артилерийски полк          | 1916     | 1916 – 1918 | Карамурад                                                    | Сборен артилерийски полк (1916 – 1917) Двадесет и пети артилерийски полк (1917 – 1918) |
| 26  | Двадесет и шести артилерийски полк         | 1917     | 1917 – 1918 | Карабунар (1917 – 1918) Гюмюрджина (1918 – 1919)             | |
| 27  | Двадесет и седми артилерийски полк         | 1917     | 1917 – 1918 | Болунтолу                                                    | |
| 1а  | Първи армейски артилерийски полк           | 1887     | 1887 – 1944 | Видин                                                        | „Обсадна“ батарея (1887 – 1889) Софийска крепостна батарея (1890 – 1892) Софийски крепостен батальон (1892 – 1915) Софийски крепостен артилерийски полк (1915) Първи софийски тежък артилерийски полк (1915 – 1920) Софийски укрепен пункт (1920 – 1928) Първи армейски артилерийски полк (1928 – 1944)                                                       |
| 1ба | Първи български армейски артилерийски полк | 1944     | 1944 – 1945 | Пловдив                                                      | |
| 2а  | Втори армейски артилерийски полк           | 1928     | 1928 – 1945 | Варна(1928) Хасково (1928 – 1945)                            | |
| 3а  | Трети армейски артилерийски полк           | 1891     | 1891 – 1945 | Шумен                                                        | Шуменска крепостна батарея (1891) Шуменски крепостен батальон (1891 – 1914) Шуменски крепостен артилерийски полк (1915) Втори шуменски тежък артилерийски полк (1915 – 1920) Шуменски укрепен пункт (1920 – 1927) Трети армейски артилерийски полк (1927 – 1945)                                                                                              |
| 4а  | Четвърти армейски артилерийски полк        | 1891     | 1891 – 1944 | Шумен(1891) Видин (1891 – 1944)                              | Шуменска крепостна батарея (1891) Видински крепостен батальон (1891 – 1915) Видински крепостен артилерийски полк (1915) Трети видински тежък артилерийски полк (1915 – 1920) Видински укрепен пункт (1920 – 1928) Четвърти армейски артилерийски полк (1928 – 1944)                                                                                           |
| 1д  | Първи дивизионен артилерийски полк         | 1935     | 1935 – 1945 | Шумен (1891) Видин (1891 – 1944)                             | |
| 10д | Десети дивизионен артилерийски полк        | 1939     | 1939 – 1945 | Момчилград                                                   | |

### Планински артилерийски полкове
| № | Полк                              | Формиран | Активен  | Гарнизон  | Забележки |
| - | --------------------------------- | -------- | -------- | --------- | --------- |
| 1 | Първи планински артилерийски полк |          | ?        | Берковица |           |
| 2 | Втори планински артилерийски полк |          | ?        | Дупница   |           |
| 3 | Трети планински артилерийски полк |          | 1914 – ? | Станимака |           |

### Инженерни полкове
| №  | Полк                    | Формиран        | Активен     | Гарнизон | Реорганизации |
| -- | ----------------------- | --------------- | ----------- | -------- | --- |
| 1. | Първи инженерен полк    | 9 декември 1920 | 1920 – 1947 | София    | Първа инженерна дружина (1920 – 1927) Първи инженерен полк (1927 – 1943) Първи армейски инженерен полк (1943 – 1947) |
| 2. | Втори инженерен полк    | 1 декември 1920 | 1920 – 1992 | Пловдив  | Втора инженерна дружина (1920 – 1927) Втори инженерен полк (1927 – 1944) Втори армейски инженерен полк (1944 – 1948) Втора армейска инженерна дружина (1949 – 1950) Втори инженерен батальон (1951) Втори армейски инженерен батальон (1952 – 1955) Четиридесет и девети отделен армейски инженерен батальон (1955 – 1959) Четиридесет и девети армейски инженерен полк (1959 – 1963) Четиридесет и девети армейски инженерен батальон (1963 – 1966) Четиридесет и девети армейски инженерен полк (1966 – 1989) Четиридесет и девета армейска инженерна група за поддържане на въоръжение и видове имущество (1989 – 1992) Четиридесет и девети армейски инженерен сапьорен полк (1992) |
| 3. | Трети инженерен полк    | 1 декември 1920 | 1920 – 1987 | Шумен    | Трета инженерна дружина (1920 – 1936) Трети инженерен полк (1936 – 1944) Трети армейски инженерен полк (1944 – 1944) Първи армейски инженерен полк (1945) Трети армейски инженерен полк (1945 – 1949) Трети армейска инженерна дружина (1949 – 1950) Трети армейски инженерен батальон (1950 – 1957) Двадесет и шести армейски инженерен батальон (1958) Двадесет и шести армейски инженерен полк (1959 – 1992) Трета армия, под.24860, стара номерация 607401 с. Сотиря, Сливенско. |
| 4. | Четвърти инженерен полк | 1928            | 1928 – 1994 |          | Плевенска окръжна пеша жандармерия (1928 – 1936) Четвърти инженерен полк (1936 – 1944) Четвърти армейски инженерен полк (1944 – 1947) Първи инженерен полк (1947 – 1951) Първи армейски инженерен батальон (1951 – 1972) Осемдесет и осми армейски инженерен батальон – Кюстендил (1972 – 1976) Осемдесет и осми армейски инженерен полк – Кюстендил (1976 – 1994) |

## Моторизирани (Камионни полкове)
| Полк                                     | Формиран | Активен     | Гарнизон                                   | Забележки |
| ---------------------------------------- | -------- | ----------- | ------------------------------------------ | --------- |
| Общовойскови камионен полк               |          | 1943 – 1945 | София                                      |           |
| Моторизиран полк при Бронираната бригада |          | 1943 – 1945 | София                                      |           |
| Четиридесети стрелкови полк              |          | 1953 – 2001 | Ямбол (1953 – 1955), Разград (1955 – 2001) |           |